# Acrocephalus newtoni
Acrocephalus newtoni е вид птица от семейство Acrocephalidae. Видът е незастрашен от изчезване.

## Разпространение
Разпространен е в Мадагаскар.